# Онега, Эрминдо
Эрминдо Анхель Онега (исп. Ermindo Ángel Onega; 30 апреля 1940, Лас-Парехас — 21 декабря 1979, Лима) — аргентинский футболист и тренер, полузащитник.
Эрминдо — старший брат Даниэля Онеги, также выступавшего за «Ривер Плейт». Эрминдо Онега погиб в возрасте 39 лет в ДТП по пути в город Росарио.

## Клубная карьера
Эрминдо Онега начинал и большую часть своей футбольной карьеры провёл в клубе «Ривер Плейт», сыграв за него 222 матча и забив 98 голов.

## Международная карьера
Эрминдо Онега попал в состав сборной Аргентины на Чемпионат мира 1966 года. Из 4-х матчей Аргентины на турнире Онега провёл на поле все четыре: 3 игры группового этапа против сборных Испании, ФРГ и Швейцарии, а также встречу 1/4 финала с Англией. В матче со сборной Швейцарии он на 81-й минуте забил второй гол своей команды (2-0).

## Достижения
«Ривер Плейт»
- Чемпионат Аргентины: 1957 (чемпион)